# Beni Aziz
Beni Aziz è un comune dell'Algeria, situato nella provincia di Sétif.